# Coll uterí
El coll uterí o la cèrvix uterina és la porció fibromuscular inferior de l'úter que es projecta dins de la vagina, i és un component anatòmic exclusiu de la femella dels mamífers. Aquesta obertura o buit deixa que surti la sang de l'úter durant la menstruació (període). També deixa que entrin els espermatozous a l'úter i les trompes de Fal·lopi.
Tot i que en general mesura de 3 a 4 cm de longitud i uns 2,5 cm de diàmetre, la cèrvix es pot dilatar uns 10 cm durant el part per deixar que passi el fetus, i la seva mida pot variar segons l'edat, el nombre de parts i el moment del cicle menstrual de la dona.